# Trechterbeker van Bronocice

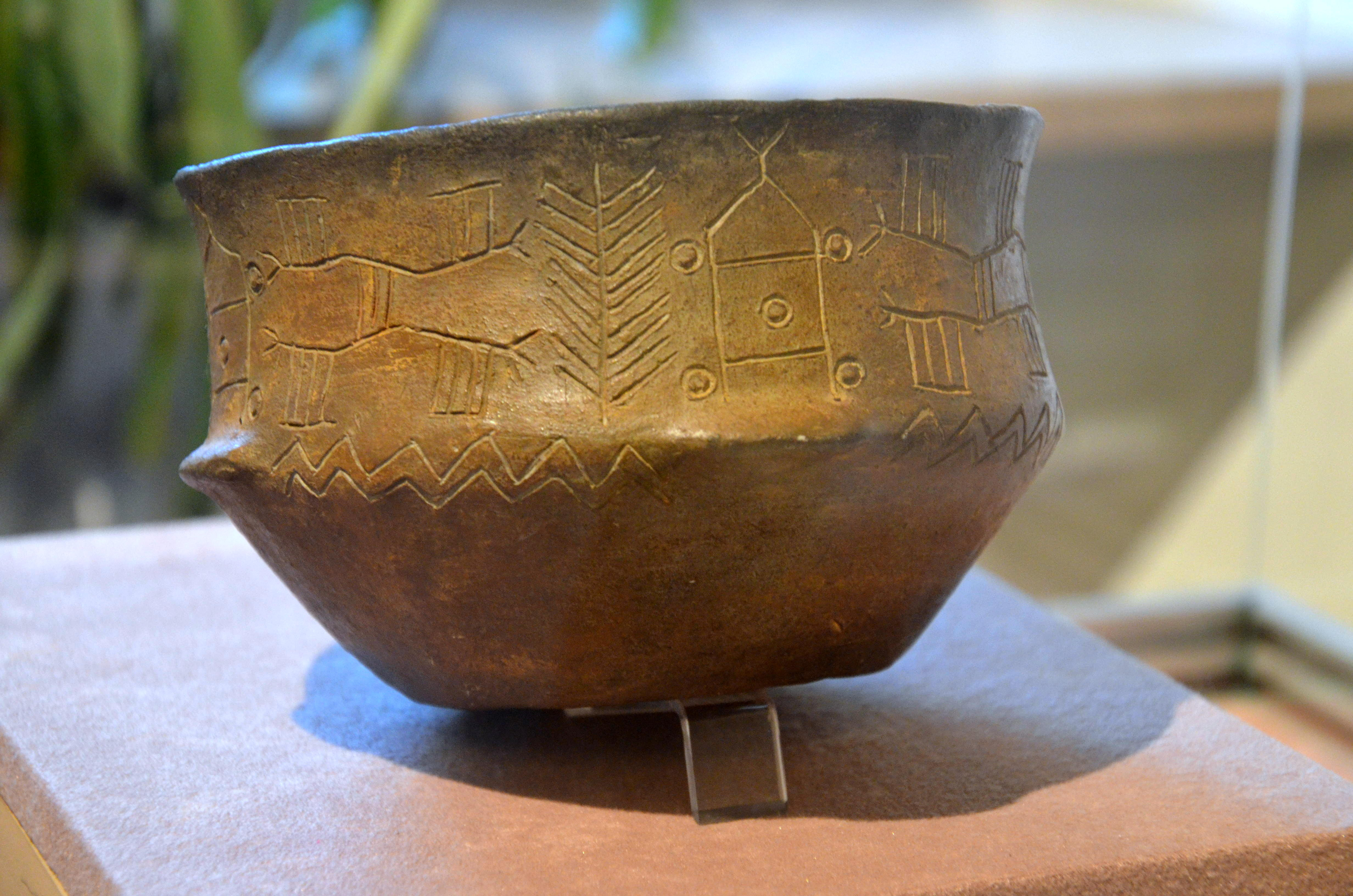
Trechterbekercultuur van Bronocice

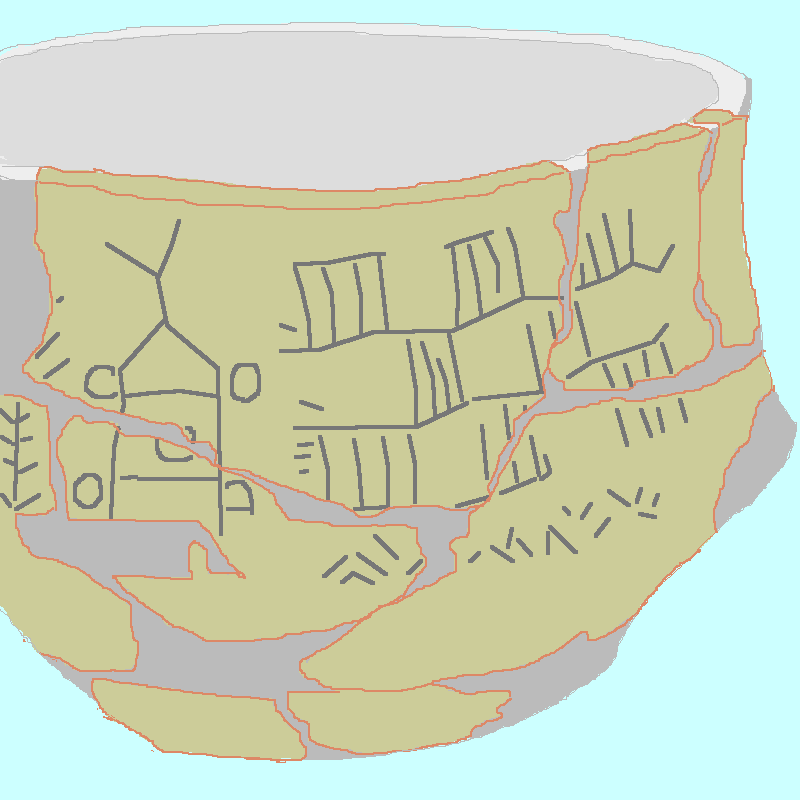
Tekening van de beker

Schematische voorstelling

De trechterbeker van Bronocice is een aardewerken beker uit het neolithicum met de oudst bekende afbeelding van een voertuig met wielen.
C14-datering gaf een leeftijd van 3635–3370 v.Chr. Dit en de typologie laten het toeschrijven aan de trechterbekercultuur. Het bevindt zich nu in het Oudheidkundig Museum van Krakau in Polen.
De beker werd in 1976 gevonden tijdens de archeologische opgraving van een grote neolithische nederzetting bij Bronocice aan de Nidzica, 50 km ten noordoosten van Krakau. De opgravingen werden tussen 1974 en 1980 uitgevoerd door het Instituut voor Archeologie en Volkenkunde van de Poolse Academie van Wetenschappen en de Staatsuniversiteit van New York in Buffalo.
De decoraties op de beker tonen enkele essentiële elementen van de prehistorische samenleving.
Het belangrijkst in deze zijn vijf schematische afbeeldingen van wat wagens lijken te zijn: voertuigen met een dissel voor een trekdier en vier wielen. De lijnen tussen de wielen stellen waarschijnlijk assen voor. De cirkel in het midden stelt mogelijk een bak voor geoogste producten voor.
Andere tekeningen op de beker zijn bomen, een rivier en wat lijkt op een door greppels doorsneden akker of de plattegrond van een dorp.
De decoratie op de beker is de oudste met zekerheid gedateerde afbeelding van vierwielige wagens ter wereld, en een bewijs voor het gebruik van wagens in Midden-Europa in het 4e millennium v.Chr.. Deze werden waarschijnlijk door oerossen getrokken, overblijfselen waarvan bij de beker gevonden werden. De horens van deze oerossen waren ingesleten alsof ze met een touw vastgebonden waren, mogelijk in combinatie met een soort juk.